# Elezioni parlamentari in Danimarca del 2019
Le elezioni parlamentari in Danimarca del 2019 si tennero il 5 giugno per il rinnovo del Folketing. In seguito all'esito elettorale, Mette Frederiksen, espressione dei Socialdemocratici, divenne Ministro di Stato.

## Risultati
| Liste                            | Voti      | %     | Seggi |
| -------------------------------- | --------- | ----- | ----- |
| Socialdemocratici                | 915 393   | 25,93 | 48    |
| Venstre                          | 825 486   | 23,39 | 43    |
| Partito Popolare Danese          | 308 219   | 8,73  | 16    |
| Sinistra Radicale                | 304 273   | 8,62  | 16    |
| Partito Popolare Socialista      | 272 093   | 7,71  | 14    |
| Lista dell'Unità - I Rosso-Verdi | 244 664   | 6,93  | 13    |
| Partito Popolare Conservatore    | 233 349   | 6,61  | 12    |
| L'Alternativa                    | 104 148   | 2,95  | 5     |
| Nuova Destra                     | 83 228    | 2,36  | 4     |
| Alleanza Liberale                | 82 228    | 2,33  | 4     |
| Stram Kurs                       | 63 091    | 1,79  | –     |
| Democratici Cristiani            | 61 215    | 1,73  | –     |
| Klaus Riskær Pedersen            | 29 617    | 0,84  | –     |
| Indipendenti                     | 2 755     | 0,08  | –     |
| Fær Øer e Groenlandia            | –         | –     | 4     |
| Totale                           | 3 529 759 | 100   | 179   |

Fær Øer
| Liste                           | Voti   | %     | Seggi |
| ------------------------------- | ------ | ----- | ----- |
| Partito dell'Unione             | 7 349  | 28,31 | 1     |
| Partito dell'Uguaglianza        | 6 630  | 25,54 | 1     |
| Partito Popolare Faroese        | 6 181  | 23,81 | –     |
| Partito della Repubblica        | 4 830  | 18,60 | –     |
| Partito del Progresso           | 639    | 2,46  | –     |
| Partito dell'Autodeterminazione | 333    | 1,28  | –     |
| Totale                          | 25 962 | 100   | 2     |

Groenlandia
| Liste                      | Voti   | %     | Seggi |
| -------------------------- | ------ | ----- | ----- |
| Inuit Ataqatigiit          | 6 881  | 34,40 | 1     |
| Siumut                     | 6 058  | 30,29 | 1     |
| Democratici                | 2 262  | 11,31 | –     |
| Nunatta Qitornai           | 1 616  | 8,08  | –     |
| Naleraq                    | 1 565  | 7,82  | –     |
| Atassut                    | 1 099  | 5,49  | –     |
| Partito della Cooperazione | 520    | 2,60  | –     |
| Totale                     | 20 001 | 100   | 2     |

| Riepilogo dei voti (+/- elezioni 2015)  | Riepilogo dei voti (+/- elezioni 2015) | Riepilogo dei voti (+/- elezioni 2015) | Riepilogo dei voti (+/- elezioni 2015) | Riepilogo dei voti (+/- elezioni 2015) | Riepilogo dei voti (+/- elezioni 2015) | Riepilogo dei voti (+/- elezioni 2015) |
| --------------------------------------- | -------------------------------------- | -------------------------------------- | -------------------------------------- | -------------------------------------- | -------------------------------------- | -------------------------------------- |
| Socialdemocratici                       | Socialdemocratici                      | Socialdemocratici                      |                                        |                                        | 25,93%                                 | ▼ 0,4                                  |
| Venstre                                 | Venstre                                | Venstre                                |                                        |                                        | 23,39%                                 | ▲ 3,9                                  |
| Partito Popolare Danese                 | Partito Popolare Danese                | Partito Popolare Danese                |                                        |                                        | 8,73%                                  | ▼ 12,4                                 |
| Sinistra Radicale                       | Sinistra Radicale                      | Sinistra Radicale                      |                                        |                                        | 8,62%                                  | ▲ 4,0                                  |
| Partito Popolare Socialista             | Partito Popolare Socialista            | Partito Popolare Socialista            |                                        |                                        | 7,71%                                  | ▲ 3,5                                  |
| Lista dell'Unità - I Rosso-Verdi        | Lista dell'Unità - I Rosso-Verdi       | Lista dell'Unità - I Rosso-Verdi       |                                        |                                        | 6,93%                                  | ▼ 0,9                                  |
| Partito Popolare Conservatore           | Partito Popolare Conservatore          | Partito Popolare Conservatore          |                                        |                                        | 6,61%                                  | ▲ 3,2                                  |
| L'Alternativa                           | L'Alternativa                          | L'Alternativa                          |                                        |                                        | 2,95%                                  | ▼ 1,8                                  |
| Nuova Destra                            | Nuova Destra                           | Nuova Destra                           |                                        |                                        | 2,36%                                  | ▲ 2,4                                  |
| Alleanza Liberale                       | Alleanza Liberale                      | Alleanza Liberale                      |                                        |                                        | 2,33%                                  | ▼ 5,2                                  |
| Stram Kurs                              | Stram Kurs                             | Stram Kurs                             |                                        |                                        | 1,79%                                  | ▲ 1,8                                  |
| Democratici Cristiani                   | Democratici Cristiani                  | Democratici Cristiani                  |                                        |                                        | 1,73%                                  | ▲ 0,9                                  |
| Altri <1,00%                            | Altri <1,00%                           | Altri <1,00%                           |                                        |                                        | 0,92%                                  | ▲ 0,1                                  |
| Riepilogo dei seggi (+/- elezioni 2015) |                                        |                                        |                                        |                                        |                                        |                                        |
|                                         |                                        |                                        |                                        |                                        |                                        |                                        |
| Enhedslisten                            | 13                                     | ▼ 1                                    |                                        | SF                                     | 14                                     | ▲ 7                                    |
| Inuit Ataqatigiit                       | 1                                      | ━                                      |                                        | SD                                     | 48                                     | ▲ 1                                    |
| Siumut                                  | 1                                      | ━                                      |                                        | Javnaðarflokkurin                      | 1                                      | ━                                      |
| Alternativet                            | 5                                      | ▼ 4                                    |                                        | RV                                     | 16                                     | ▲ 8                                    |
| LA                                      | 4                                      | ▼ 9                                    |                                        | Sambandsflokkurin                      | 1                                      | ▲ 1                                    |
| Venstre                                 | 43                                     | ▲ 9                                    |                                        | KF                                     | 12                                     | ▲ 6                                    |
| NB                                      | 4                                      | ▲ 4                                    |                                        | DF                                     | 16                                     | ▼ 21                                   |
| Tjóðveldisflokkurin                     | 0                                      | ▼ 1                                    |                                        |                                        |                                        |                                        |